# Cesare Moretti senior

Cesare Moretti

Cesare Moretti sr. (* 20. April 1885 in Pegognaga; † nach 1930 in den Vereinigten Staaten) war ein italienischer Bahnradsportler.
Cesare Moretti war Profi-Rennfahrer von 1907 bis 1913 sowie von 1919 bis 1930. In diesen Jahren wurde er sechsmal italienischer Meister im Sprint, nachdem er 1910 den Titel bei den Amateuren gewonnen hatte. 1926 startete er bei den Bahn-Weltmeisterschaften in Mailand und wurde Vize-Weltmeister im Sprint. Zudem stand er bei zahlreichen „Großen Preisen“ auf dem Podium. Hierbei war sein bedeutendster Erfolg der Sieg beim Grand Prix d’Angers 1910. 1923, 1924 und 1926 siegte er im Grand Prix Kopenhagen.
1930 trat er vom aktiven Sport zurück. Moretti war von Beruf Kaufmann.
Cesare Moretti sr. war der Vater von Cesare Moretti jr., der als Radsportler hauptsächlich bei Sechstagerennen aktiv war.